# Braquage à l'américaine (film, 2001)
Pour les articles homonymes, voir Braquage à l'américaine.
Pour plus de détails, voir Fiche technique et Distribution.
Braquage à l'américaine (allemand : Der Himmel von Hollywood ; anglais : The Hollywood Sign) est une comédie policière américano-néerlando-allemande réalisée par Sönke Wortmann et sortie en 2001.
Le scénario est adapté du roman De hemel van Hollywood de Leon de Winter.

## Synopsis
Lorsque trois grands acteurs déchus se retrouvent à l'enterrement d'un imprésario légendaire d'Hollywood, leurs retrouvailles alcoolisées les conduisent à visiter le panneau Hollywood. Ils y trouvent le corps d'un homme, ce qui les amène à découvrir une escroquerie en cours pour voler des millions à un casino de Las Vegas. Cette escroquerie a pour origine un scénario de film écrit par l'une des ex-copines des acteurs, qui n'a pas réussi à faire produire son script. Désespérés de faire leur retour, les trois acteurs risquent leur vie pour obtenir du capital de production... en se mettant eux-mêmes en scène dans le script.

## Fiche technique
- Titre français : Braquage à l'américaine[2],[3]
- Titre original allemand : Der Himmel von Hollywood[4]
- Titre néerlandais : De hemel van Hollywood ou The Hollywood Sign[1].
- Titre anglais : The Hollywood Sign[5]
- Réalisation : Sönke Wortmann
- Scénario : Leon de Winter (nl), d'après son roman De hemel van Hollywood[1]
- Photographie : Wedigo von Schultzendorff
- Montage : Edgar Burcksen (de)
- Musique : Peter Wolf (de)
- Production : 	Leon de Winter, Gerhard Meixner, Angela Roessel
- Société de production : Senator/Blue Rider/Pleswin Entertainment
- Pays de production :  Allemagne -  Pays-Bas -  États-Unis
- Langue originale : anglais américain
- Format : couleurs
- Genre : comédie policière
- Durée : 90 minutes
- Date de sortie :
  - Pays-Bas : 28 septembre 2001
  - États-Unis : 17 septembre 2002
  - Allemagne : 29 juillet 2004

## Distribution
- Tom Berenger (VF : Jérôme Keen) : Tom Greener
- Jacqueline Kim (en) : Paula Carver
- Rod Steiger (VF : Mathieu Rivolier) : Floyd Benson
- Burt Reynolds : Kage Mulligan
- Al Sapienza : Rodney
- Dominic Keating : Steve
- Eric Bruskotter : Muscle
- David Proval : Charlie
- Kay E. Kuter : Robbie Kant
- Rafael Mauro : Lenny Lena
- Kathleen Gati : Deb
- Roz Witt : Serveuse du Deli
- Adria Tennor : Réceptionniste de Kant
- Amy Leland : Hôtesse du Rocco
- Mark Gantt : Garçon de soirée
- Garry Marshall : Réalisateur
- Mark Phinney : premier assistant réalisateur
- Jeff Gardner : Assistant caméra
- Andy Milder : directeur de studio
- Gregory Phelan : directeur de studio
- Larry Wrentz : second assistant réalisateur
- Theresa Hill : Wendy
- Whoopi Goldberg : Femme à l'enterrement (non créditée)
- Alex Veadov : chauffeur de taxi
- Christian J. Fletcher : Fils de Kage